# Клочко Андрій Петрович
Клочко Андрій Петрович (нар. 1897, Ольшана — ?) — підпоручик Армії УНР.
Народився 1897 року в с. Ольшана Прилуцького повіту Полтавської губернії. Перебував у ранзі підпоручика в складі збройних сил російської армії. Потім служив в українському війську.
З 1926 року мешкав у с. Ольшана.